# ياركيبولان تونغيشبايف
ياركيبولان تونغيشبايف (14 يناير 1995 بشيمكنت في كازاخستان - ) هو لاعب كرة قدم كازاخستاني في مركزي الوسط ومهاجم ‏. لعب مع نادي أورداباسي.

## وصلات خارجية
- ياركيبولان تونغيشبايف على موقع الاتحاد الدولي (مؤرشف)  (الإنجليزية)
- ياركيبولان تونغيشبايف على موقع الاتحاد الأوربي (الإنجليزية)
- ياركيبولان تونغيشبايف على موقع قاعدة بيانات كرة القدم.إي يو (الإنجليزية)
- ياركيبولان تونغيشبايف على موقع ناشيونال فوتبول تيمز (الإنجليزية)
- ياركيبولان تونغيشبايف على موقع Soccerway.com (الإنجليزية)
- ياركيبولان تونغيشبايف على موقع عالم كرة القدم.نت (الإنجليزية)